# 和む光の
「箱根町民歌 和む光の」（はこねちょうみんか なごむひかりの）は、日本の神奈川県足柄下郡箱根町が制定した町民歌である。
作詞は戸上寛子、補作および作曲は藤山一郎で、作曲者の藤山自身が歌唱するシングル盤が日本コロムビアにより製造されている。

## 解説
1976年（昭和51年）に箱根町の町制20周年を記念して歌詞が一般公募され、山梨県出身で町内の旅館に勤務していた詩人・戸上寛子の応募作が入選する。町からの依頼により藤山一郎が補作・作曲を行い、9月30日開催の記念式典で初演奏が行われた。
1番では富士山の遠景、2番では元箱根旧街道の杉並木、3番では芦ノ湖を地域の情景として取り上げており、箱根町立湯本小学校では「町民歌に親しむ学習」として、全校生を対象に作詞者の講演を実施するなど町民歌の普及と継承を図っている。